# Bernard Gariépy Strobl
Bernard Gariépy Strobl ist ein kanadischer Tonmeister.

## Leben
Strobl, Sohn des österreichisch-kanadischen Toningenieurs Hans Peter Strobl (1942–2007), begann seine Karriere Mitte der 1990er Jahre. Sein Arbeitsschwerpunkt ist der Film, er war jedoch auch für Fernsehproduktionen tätig. Im Laufe seiner Karriere erhielt er zahlreiche Auszeichnungen. Sechsmal gewann er den Prix Jutra und zweimal den Genie Award. Für den Gemini Award war er zweimal nominiert, konnte den Preis jedoch nicht gewinnen. 2013 gewann er den Canadian Screen Award. Strobl arbeitete häufig zusammen mit dem Tonmeister Claude La Haye zusammen. Gemeinsam waren sie für Arrival bei der Oscarverleihung 2017 für den Oscar in der Kategorie Bester Ton nominiert. Zudem gewannen sie für den Science-Fiction-Film mit Sylvain Bellemare den BAFTA Film Award in der Kategorie Bester Ton.

## Filmografie (Auswahl)
- 1997: Boxer Kid (The Kid)
- 1998: Die rote Violine (The Red Violin)
- 1999: Das Auge (Eye of the Beholder)
- 2002: Wishmaster 4: Die Prophezeiung erfüllt sich (Wishmaster 4: The Prophecy Fulfilled)
- 2005: C.R.A.Z.Y. – Verrücktes Leben (C.R.A.Z.Y.)
- 2008: Ich schwör’s, ich war’s nicht! (C’est Pas Moi, Je Le Jure!)
- 2011: Goon – Kein Film für Pussies (Goon)
- 2011: Monsieur Lazhar
- 2012: Rebelle
- 2013: Gabrielle – (K)eine ganz normale Liebe (Gabrielle)
- 2014: Der Chor – Stimmen des Herzens (Boychoir)
- 2015: Mein Praktikum in Kanada (Guibord s’en va-t-en guerre )
- 2016: Arrival

## Auszeichnungen (Auswahl)
- 2017: Oscar-Nominierung in der Kategorie Bester Ton für Arrival
- 2017: BAFTA Film Award in der Kategorie Bester Ton für Arrival